# Ильницкий, Тарас Иванович
Тара́с Ива́нович Ильни́цкий (укр. Тарас Іванович Ільницький; род. 4 марта 1983, Бурштын, Ивано-Франковская область) — украинский футболист и тренер, защитник.

## Биография
Воспитанник бурштынского «Энергетика». В 1999 году Тарас приехал в киевское «Динамо», где и закончил футбольную академию. Но закрепиться в основном составе не удалось, и пришлось выступать за «Динамо-2» и «Динамо-3». Потом было принято решение переехать в Ужгород, где Ильницкий провёл три сезона в «Закарпатье».
В «Таврию» перешёл летом 2007 года и выступал за команду два сезона. В киевский «Арсенал» Ильницкий приехал в качестве свободного агента и заключил контракт на один год.

## Достижения
- Победитель Первой лиги Украины (2): 2000/01, 2003/04